# The Ipcress File
The Ipcress File é um filme de espionagem britânico de 1965 dirigido por Sidney J. Furie e estrelado por Michael Caine, Doleman Guy e Nigel Green. O roteiro, de Bill Canaway e Doran James, foi baseado no romance de 1962 de mesmo nome de Len Deighton.
The Ipcress File ganhou um prêmio BAFTA de melhor filme britânico e, em 1999, foi incluído na 59ª colocação da lista do Instituto Britânico de Cinema dos 100 melhores filmes britânicos do século 20.
O filme faz parte da lista dos 1000 melhores filmes de todos os tempos do The New York Times.